# Giovanni Battista Vaccarini
Giovanni Battista Vaccarini (Palerm, 3 de febrer de 1702 - Palerm, 11 de març de 1768) fou un arquitecte sicilià, notable per l'obra realitzada al context del Barroc sicilià durant el període de reconstrucció massiva que va seguir al terratrèmol de 1693. Molts dels seus principals treballs es troben a l'àrea de Catània.

## Biografia

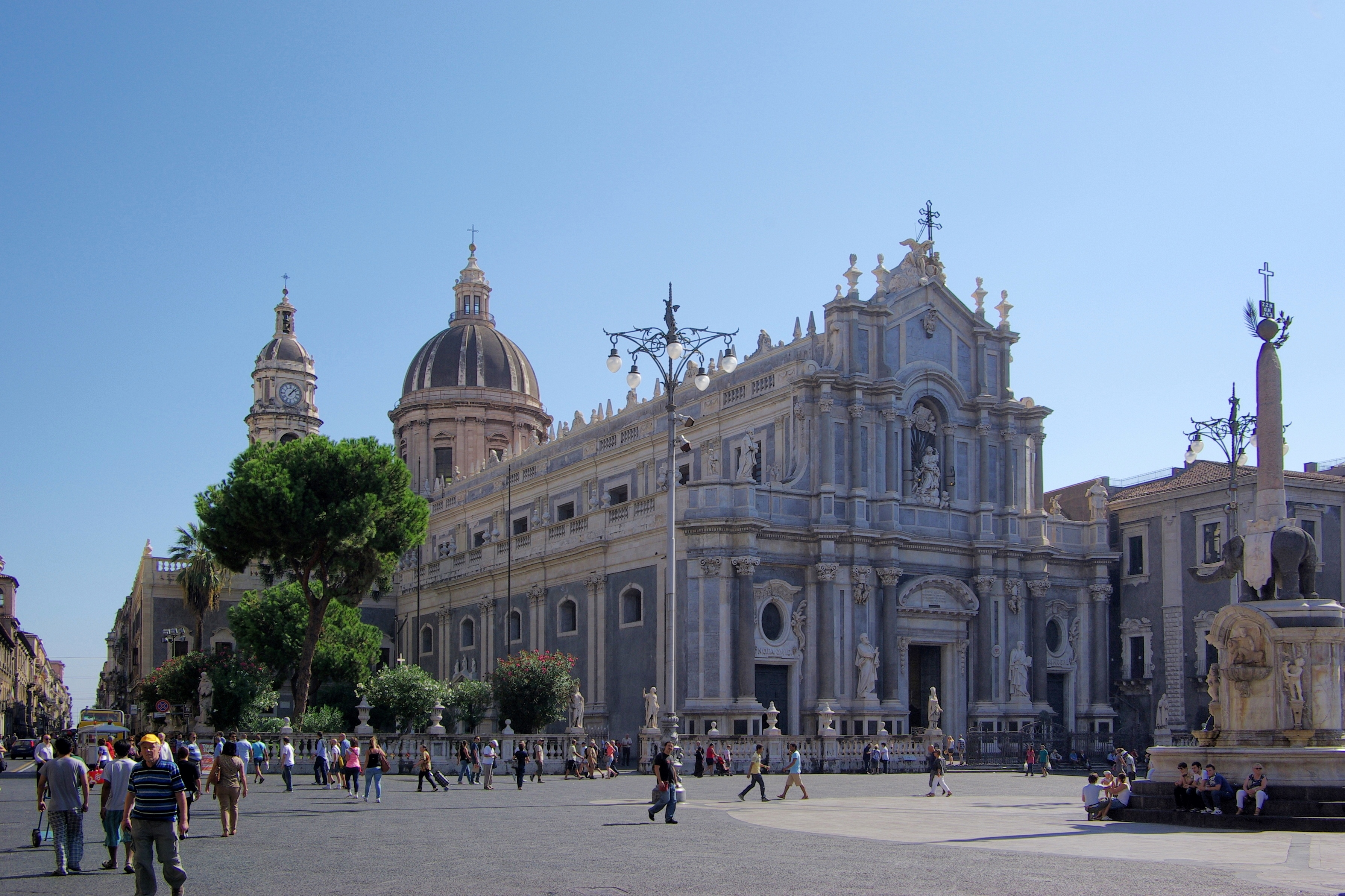
Catedral de Catania, façana principal per Vaccarini

Vaccarini va néixer a Palerm. A la dècada de 1720 va estudiar arquitectura a Roma, sota la protecció del cardenal Pietro Ottoboni, el gran mecenes de Corelli. Els seus estudis es van centrar principalment en la combinació d'obres i llenguatges dels grans arquitectes Borromini i Bernini. Aquesta popular fusió de principis arquitectònics va començar cap a finals del segle xvii, produint edificis notables com el Palazzo Altieri, de Giovanni de Rossi, i el Palazzo Asti-Bonaparte.
Vaccarini va retornar a Sicília prop de 1730. La seva obra allà mostra la influència de l'escola d'arquitectura d'Alessandro Specchi, Francesco de Sanctis i Filippo Raguzzini, els qui promovien el rebuig del classicisme als edificis i afavorien un estil molt més extravagant i ple de dinàmica.
Tant Specchi com de Sanctis van realitzar dissenys importants per a escalinates externes, una característica dels edificis italians sorgida de la necessitat d'accedir a les habitacions principals, situades en la planta noble, generant un accés fàcil i ràpid que no aconseguirien les escales interiors.
De Sanctis va portar aquesta característica un pas més enllà quan dissenya el 1723 la Plaça Espanya a Roma. Aquesta gran escalinata comparable a un edifici seria inestimable a Sicília, no solament per les raons pràctiques d'accés a la planta noble, sinó per la necessitat de crear un accés formal a les esglésies i catedrals, a múltiples llocs on la topografia requeria salvar desnivells.
L'obra de Vaccarini a Sicília pot observar-se amb claredat al municipi de Catània o la plaça de la Catedral. La planta baixa (encara en construcció quan Vaccarini va prendre el projecte) mostra la decoració rústica de moda a Sicília, originada al segle xvi. Però els nivells superiors, completats per Vaccarini, mostren un estil molt diferent. Les pilastres de la planta baixa continuen però sense tractament rústic, la cornisa que suporten es va dissenyar en coherència amb el disseny romà de l'època, així com les finestres.
Les finestres de la planta noble tenen frontis rectes però retallats, amb laterals oblics. Aquesta característiques va ser reproduïda moltes vegades per Vaccarini al llarg de la seva obra. L'entrada principal inclou columnes exemptes que sostenen un balcó recte, augmentant la pompositat de l'accés.
Els balcons es convertirien en una altra característica del barroc sicilià, que amb el temps prendrien diverses formes, sovint corbes, serpentines, o una combinació d'ambdues juxtaposades. Els balcons completaven la seva decoració amb elaborades balustrades de ferro forjat.
Enfront d'aquest edifici Vaccarini va dissenyar una font, amb un obelisc sobre el llom de l'elefant de Catània, reminiscència de les fonts de Bernini. Va completar la plaça dissenyant la façana principal de la catedral, un projecte que va demandar trenta anys i no es va completar fins a 1768. Segons Antonhy Blunt, la catedral no va ser un dels èxits de l'arquitecte.
Com a arquitecte d'esglésies, Vaccarini va introduir a Sicília la planta del renaixement, que no havia estat utilitzada a Sicília. Malgrat això, moltes de les seves esglésies segueixen els dissenys de les que va veure a Roma. L'església de Santa Àgata a Catània, per exemple, es basa en Sant' Agnese in Agone, de Roma.
La visió barroca de Vaccarini va tenir primacia a Catània, i va ser molt copiada per anys. Tanmateix no va ser gaire emprada a la reconstrucció de Sicília. El 1756 va viatjar a Nàpols, on va participar en la selecció de marbres per al gran palau de Caserta. En aquest viatge va néixer el seu coneixement de l'obra de Vanvitelli i Ferdinando Fuga, portant les seves idees a Sicília. La influència de Vanvitelli és clarament visible en els seus últims treballs, especialment el Col·legi Cutelli i la Petita Abadia.
Vaccarini mor a Palerm el 1768.

## Anàlisi
Vaccarini és notable en l'actualitat pel seu aportament al desenvolupament del barroc sicilià. Encara que molta de la seva producció va ser després empal·lidida per una generació més jove d'arquitectes sicilians, ell va ser un dels fundadors de l'estil. En particular, el seu manejament de la doble escalinata barroca, que va continuar evolucionant d'una manera peculiar a Sicília després de la seva mort.